# Archileptocera luteonigripes
Archileptocera luteonigripes är en tvåvingeart som beskrevs av Oswald Duda 1920. Archileptocera luteonigripes ingår i släktet Archileptocera och familjen hoppflugor.
Artens utbredningsområde är Peru. Inga underarter finns listade i Catalogue of Life.